# Georgina Cerezuela Robusté
Georgina Cerezuela Robusté, coneguda esportivament com Gina Cerezuela, (Barcelona, 27 de desembre de 1995) és una exjugadora i entrenadora de bàsquet catalana.
Pívot, començà a practicar el bàsquet als catorze anys al Club Bàsquet Roser de la mà de Lara Suanzes. Posteriorment, jugà en diversos equips base: Club Bàsquet Femení Sant Adrià, Perfumerias Avenida, Mataró, Bàsquet Draft Gramenet, Bàsquet Femení Viladecans i Barça CBS, amb el qual debutà a la Lliga Femenina 2 la temporada 2013-14. La temporada següent jugà a la Lliga NCAA, primer al Tallahassee Community College (2014-15) i, més tard, al Cooker University (2016-18). De tornada a les competicions estatals, el 2019 s'incorporà com a entrenadora assistent al Femení Maresme i entrà a treballar a l'empresa PickUS, fent la tasca d'assesorar i ajudar les futures jugadores que volen competir a la lliga universitària. Quatre anys més tard, s'incorporà al cos tècnic de la Universitat de South Florida de la Lliga NCAA, esdevenint la primera entrenadora catalana en aconseguir-ho.